# François-Gaston de Lévis
François-Gaston de Lévis (Ajac, 20 agosto 1719 – Arras, 20 novembre 1787) è stato un generale francese, maresciallo di Francia dal 1783.

## Biografia
Cadetto della nobile famiglia dei Lévis, entrò in qualità di tenente nel reggimento della fanteria di marina, all'età di sedici anni. Durante i vent'anni successivi partecipò a tutte le operazioni militari avvenute alle frontiere orientali del regno: combatté sul Reno, partecipò alla guerra di successione austriaca, attraversò la Sassonia e difese la Contea di Nizza agli ordini dello zio, il marchese de Mirepoix. Ferito numerose volte, fu promosso capitano, quindi colonnello nel 1746. Nel 1748 Luigi XV gli conferì il titolo di cavaliere di San Luigi.

### Nuova Francia
Nell'aprile 1756 fu nominato generale di brigata e comandante in seconda dell'armata francese 
del Canada. Responsabile della difesa di lago Champlain sino al 1758, prestò aiuto a Montcalm nell'assedio di Fort William Henry e nella difesa di Fort Carillon. Promosso maresciallo di campo, partecipò alla difesa di Québec nel 1759 ma fu inviato ad organizzare quella di Montréal a partire dalla metà di agosto. In seguito alla morte di Montcalm e della presa di Québec, il 13 settembre, prese il comando delle armate. Nel 1760 marciò su Québec e combatté la battaglia di Sainte-Foy, nelle vicinanze della città, cui pose l'assedio ma non poté riprendere in seguito all'arrivo di rinforzi britannici. Si ritirò sull'isola di Sant'Elena, nei pressi di Montréal, e bruciò le proprie bandiere al momento della capitolazione definitiva.

### Francia
Al ritorno in Francia nel 1761 fu promosso tenente generale e continuò a mettersi in luce in numerose battaglie; nominato da Luigi XV governatore generale dell'Artois nel 1766, quindi, da Luigi XVI governatore di Arras nel 1780, maresciallo di Francia nel 1783, la sua signoria di Avesne-le-Comte fu eretta a ducato nel 1784. Morì ad Arras nel 1787. La vedova e due dei tre figli furono ghigliottinati nel 1794; sopravvisse il terzo, Pierre-Marc-Gaston de Lévis, politico e membro dell'Académie française.